# ディスティングイッシュトプロフェッサー
ディスティングイッシュト・プロフェッサー（英: distinguished professor）は、大学などの高等教育機関において、各専門分野において特に優れた業績を上げ先導的な役割を果たしている教員に対して付与される一般の教授より上位の職階・称号である。略称はDP。ディスティングイッシュト・プロフェッサーのほかに、全学教授、特別教授、卓越教授、特別栄誉教授など、各機関によって様々な名称が用いられる。

## 概要
「ディスティングイッシュト」"distinguished"とは英語で「抜群の、別格の」を意味する。アメリカ合衆国の大学から導入された。
ディスティングイッシュトプロフェッサーに対して、研究資源の優遇（研究費や研究時間の確保、研究スペースの優先的配分）および教務・学務・管理運営業務の負担の免除・軽減などの便宜を与える制度設計をとっている大学もある。
なお、将来的にDPとして活躍することが期待される若手研究者をDR (distinguished researcher) に認定し、DPに準じた待遇をとる制度設計をとっている大学もある。

## 各国の対応

### 日本
教授の上位に位置する職階・称号である。日本の学校教育法では、ディスティングイッシュトプロフェッサーに相当する職階・称号は定められておらず、大学が独自に授与するものである。そのこともあって、大学によって様々な名称が用いられているし、位置づけも異なることがある。東京大学の卓越教授、京都大学の特別教授、東北大学のディスティングイッシュトプロフェッサーなどは、現職の教授の中から選ばれた者に与えられる。一方、東京大学の特別栄誉教授などは現職を退いた者にも与えられている。
- 北海道大学 - ユニバーシティプロフェッサー (University Professor)[5]
- 東北大学 - ディスティングイッシュトプロフェッサー (Distinguished Professor)[6]
- 政策研究大学院大学 - 特別教授 (Senior Professor)
- 電気通信大学 - 特別栄誉教授
- 東京大学 - 特別栄誉教授 (Distinguished University Professor)[7]、卓越教授 (Distinguished University Professor)[8][注釈 1]、特別教授 (University Professor)
- 東京医科歯科大学 - 特別教授
- 東京工業大学 - 栄誉教授 (Honorary Professor)[9]
- 東京農工大学 - 特別栄誉教授
- 横浜国立大学 - 上席特別教授 (Distinguished YNU Professor)
- 北陸先端科学技術大学院大学 - 卓越教授
- 静岡大学 - 卓越研究者[10]
- 名古屋大学 - 特別教授 (University Professor)[11]
- 京都大学 - 特別教授 (Distinguished Professor)[12]、または冠教授[13]。
- 奈良先端科学技術大学院大学 - 栄誉教授
- 大阪大学 - 大阪大学栄誉教授 (Osaka University Distinguished Professor)[14]
- 広島大学 - 特別栄誉教授
- 九州大学 - 栄誉教授 (Distinguished University Professor)、特別主幹教授 (University Professor)[15]
- 大阪公立大学 - 特別栄誉教授
- 山口県立大学 - 特別栄誉教授
- 北里大学 - 特別栄誉教授
- 名城大学 - 特別栄誉教授、終身教授
- 自然科学研究機構 - 特別栄誉教授
- 自然科学研究機構分子科学研究所 - 卓越教授
- 高エネルギー加速器研究機構 - 特別栄誉教授

### アメリカ
アメリカでは、特別教授は、研究分野で著しい功績のある教員が任じられる、教授の上位にある職階である。退職すると名誉特別教授 (distinguished professor emeritus)となる。以下に例示するように、大学ごとに名称が異なる。人名が付されること（冠教授、記念教授）も多い。
- ハーバード大学 - 全学教授 (University Professor)[16]
- マサチューセッツ工科大学 - 全学教授 (Institute Professor)[17]
- プリンストン大学 - 全学教授 (University Professor)[18]
- イェール大学 - スターリング教授 (Sterling Professor)[19]

特別研究教授 (distinguished research professor)、特別教育教授 (distinguished teaching professor)、特別功労教授 (distinguished service professor)のように何において功績が著しいのかを明示したものもある。